# Not what you had thought
Not what you had thought es el primer disco de la banda gallega Deluxe y supuso el primer trabajo en solitario del Xoel López exintegrante de bandas como The Covers o Elephant Band.
Grabado íntegramente en inglés, fue publicado por la discográfica Mushroom Pillow en el 2001. Incluía 11 canciones claramente influenciadas por el estilo britpop de finales de los 90.
Con cerca de 10 000 unidades vendidas, el disco fue aclamado por la crítica como uno de los mejores del año. Consiguió el premio El ojo crítico concedido por RNE y triunfó en festivales como el FIB o el Festimad y permitió a la banda dar más de 150 conciertos llegando a telonear al artista británico Paul Weller.

## Lista de canciones
1. Looking through the hole - 4:56
2. My beautiful thing - 4:16
3. Destroy another (piece of the others) - 3:56
4. Till my boat breaks - 5:00
5. For myself - 4:10
6. I'll see you in London - 4:41
7. Autumn afternoon - 4:40
8. Not what we had thought - 4:04
9. Things that change - 3:50
10. A town that I love now	- 4:20
11. I'm like the water - 3:56